# Khimki
Khimki (russe : Химки) est une ville de l'oblast de Moscou, en Russie. Sa population s'élevait à 254 748 habitants en 2019.

## Géographie
Khimki est située au nord-ouest de Moscou, sur les bords du canal de Moscou. Le territoire de la ville de Khimki est limitrophe de celui de la ville de Moscou, dont elle est séparée par le périphérique de Moscou, la MKAD. Khimki fait partie de l'agglomération de Moscou.

## Histoire
En 1812, lors de la Campagne de Russie, un corps d'armée commandé par Eugène de Beauharnais y stationne.
En 1850 est créé au bord de la rivière Khimka une gare ferroviaire de la ligne Saint-Pétersbourg - Moscou ouverte l'année suivante sous le nom de « Khimki ». Un village du nom de Kourkino se trouvait auparavant sur le territoire de Khimki. Au nord de la gare, plusieurs hameaux se développèrent à la fin du XIXe siècle et au début du XXe siècle ; ils furent par la suite réunis à Khimki. À la même époque, plusieurs usines furent mises en service (teinture, laine, etc.). Après la construction du canal Moscou - Volga (1932-1937), aujourd'hui canal de Moscou, un port fut aménagé à Khimki. En 1937, le village fut élevé au rang de commune urbaine et le 26 mars 1939 au rang de ville.
Lors de la Bataille de Moscou, des éléments de l'Armée allemande atteignent la ville le 2 décembre 1941, jusqu'au pont sur le canal. Ils y trouvent les terminus des lignes de tramways de l'agglomération de Moscou, et les soldats auraient aperçu les tours du Kremlin. Il s'agit de la position la plus avancée que n'atteindront jamais les Allemands, avant de refluer.
Dans les années 1950, Khimki devient l'un des centres les plus importants de l'industrie spatiale soviétique. La ville accueille en particulier les centres de recherche et de production Energomach, chargé d'assurer le développement de moteurs de fusée de missiles balistiques intercontinentaux et de fusées spatiales, et Lavotchkine, engagé dans le développement de missiles et d'engins spatiaux.
Khimki possède une succursale de la Bibliothèque d'État de Russie, où sont déposées les thèses, qui étaient protégées en Union soviétique et plus tard dans la fédération de Russie, ainsi que les journaux de la Russie et de l'Union soviétique.
Au cours des dernières années, Khimki, qui est une banlieue de Moscou, a poursuivi son développement et de nombreux immeubles résidentiels y ont été construits. La ville est traversée par la route M-10 qui relie Moscou à l’aéroport international Cheremetievo.
On y trouve un centre commercial Mega, l’un des deux plus vastes de Russie, comprenant notamment un hypermarché Auchan, un magasin de meubles Ikea et un magasin de bricolage OBI. Le 9 décembre 2022, le centre commercial est ravagé par un incendie d'origine accidentelle qui a fait une victime.

## Population
Recensements (*) ou estimations de la population
| 1926* | 1939*  | 1959*  | 1970*  | 1979*   | 1989*   | 2002*   |
| ----- | ------ | ------ | ------ | ------- | ------- | ------- |
| 2 922 | 23 092 | 47 800 | 86 645 | 117 974 | 132 902 | 141 000 |

| 2010*   | 2012    | 2013    | 2014    | 2015    | 2016    | 2017    |
| ------- | ------- | ------- | ------- | ------- | ------- | ------- |
| 207 125 | 215 462 | 221 084 | 225 678 | 232 066 | 239 967 | 244 668 |

## Économie
Après la Seconde Guerre mondiale, Khimki accueillit plusieurs centres de recherches et de production du complexe militaro-industriel de l'Union soviétique, parmi lesquels :
- NPO Energomach, un leader mondial dans la conception et la fabrication de moteurs de fusées à carburant liquide[4].
- NPO Lavotchkine, destiné à la conception et à la fabrication d’engins spatiaux[5].
- MKB Fakel (en), développe des programmes de missiles guidés pour la défense anti-aérienne.

Ces activités employaient la majorité de la population active de la ville, qui était, pour des raisons de sécurité, interdite aux voyageurs étrangers.

## Sport
- BC Khimki Moscou
- FK Khimki

## Personnalité
- Vladimir Hippius, poète russe, né à Khimki en 1876.
- Maxime Kontsevitch, mathématicien russe, né à Khimki en 1964.
- Miguel, danseur, chanteur, metteur en scène et producteur russe, né à Khimki en 1982.
- Alexey Shmidt, coureur cycliste russe, né à Khimki en 1983.
- Viatcheslav Troukhno, joueur professionnel russe de hockey sur glace, né à Khimki en 1987.
- Ilia Safonov, joueur professionnel russe de hockey sur glace, né à Khimki en 2001.

## Voir également
- Forêt de Khimki
- Skhodnia